# DREAM.11
HEIWA DREAM.11 フェザー級グランプリ2009 決勝戦（へいわ ドリーム・イレブン フェザーきゅうグランプリにせんきゅう けっしょうせん）は、日本の総合格闘技イベント「DREAM」の大会の一つ。2009年10月6日、神奈川県横浜市の横浜アリーナで開催された。

## 大会概要
フェザー級（-63kg）グランプリのトーナメント準決勝および決勝が行われ、ビビアーノ・フェルナンデスが準決勝でジョー・ウォーレン、決勝で高谷裕之に勝利し優勝を決め、初代DREAMフェザー級王座に認定された。
ライト級タイトルマッチが行われ、挑戦者青木真也が王者ヨアキム・ハンセンに腕ひしぎ十字固めで一本勝ちし、ライト級王座を獲得した。
スーパーハルク（無差別級）トーナメント準決勝に出場予定であったゲガール・ムサシは左肩関節腱板損傷により欠場となり、代わりに1回戦で敗退したボブ・サップがソクジュと対戦した。
桜庭和志は大会3日前に出場が発表されるという緊急出場であったが、現役プロボクサーのルビン・"Mr.ハリウッド"・ウィリアムズに危なげなく一本勝ちした。

## 試合結果
第1試合 フェザー級グランプリ リザーブマッチ 1R10分、2R5分
○  宮田和幸 vs.  DJ.taiki ×
2R終了 判定3-0
※宮田がリザーブ権獲得に成功。
第2試合 フェザー級グランプリ 準決勝 1R10分、2R5分
○  高谷裕之 vs.  所英男 ×
2R 0:32 KO（パウンド）
※高谷がグランプリ決勝進出。
第3試合 フェザー級グランプリ 準決勝 1R10分、2R5分
○  ビビアーノ・フェルナンデス vs.  ジョー・ウォーレン ×
1R 0:42 腕ひしぎ十字固め
※フェルナンデスがグランプリ決勝進出。
第4試合 スーパーハルクトーナメント 準決勝 1R10分、2R5分
○  ミノワマン vs.  チェ・ホンマン ×
2R 1:27 踵固め
※ミノワマンがトーナメント決勝進出。
第5試合 スーパーハルクトーナメント 準決勝 1R10分、2R5分
○  ソクジュ vs.  ボブ・サップ ×
1R 1:31 TKO（レフェリーストップ：パウンド）
※ソクジュがトーナメント決勝進出。
第6試合 ライト級ワンマッチ 1R10分、2R5分
○  川尻達也 vs.  メルカ・バラクーダ ×
1R 3:48 TKO（レフェリーストップ：パウンド）
第7試合 ミドル級ワンマッチ 1R10分、2R5分
○  桜庭和志 vs.  ルビン・"Mr.ハリウッド"・ウィリアムズ ×
1R 2:53 アームロック
第8試合 DREAMライト級タイトルマッチ 1R10分、2R5分
○  青木真也 vs.  ヨアキム・ハンセン ×
2R 4:56 腕ひしぎ十字固め
※青木が王座獲得に成功。
第9試合 フェザー級グランプリ 決勝 1R10分、2R5分
○  ビビアーノ・フェルナンデス vs.  高谷裕之 ×
2R終了 判定2-1
※フェルナンデスがグランプリ優勝。